# 維歐爾河
維歐爾河（法語：Viaur，法語發音：[vjɔʁ]）是法國的河流，位於該國西南部，屬於阿韋龍河的左支流，河道全長168.3公里，流域面積1530平方公里，發源自米约以北，河口處在拉盖皮。

## 外部連結
- http://www.geoportail.fr （页面存档备份，存于）
- Sandre数据库中的維歐爾河 （页面存档备份，存于）